# Bucchianico
Bucchiànico (Vicchiènëchë in dialetto locale) è un comune italiano di 4 897 abitanti della provincia di Chieti in Abruzzo.

## Geografia fisica

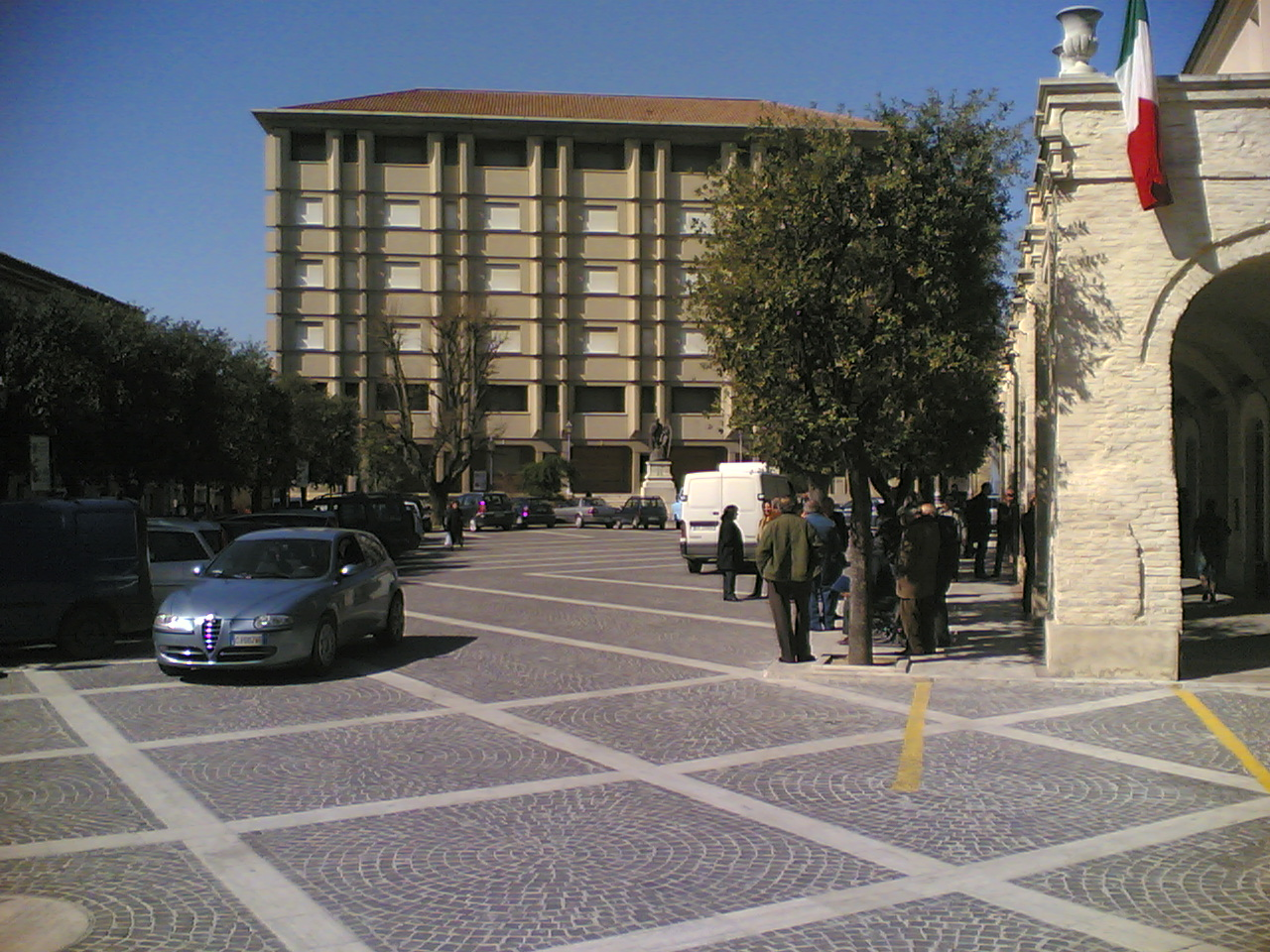
la piazza principale

La località, sita a pochi chilometri dal capoluogo Chieti, è posta su un colle, tra le valli del fiume Alento e Bucchianico Foro. Il suo territorio, in prevalenza collinare, è segnato da diverse formazioni di calanchi. Il clima è di tipo temperato-collinare, con temperature invernali sui 6 °C ed estive intorno ai 23,5 °C e precipitazioni relativamente abbondanti che si aggirano sui 1000 mm e che si concentrano soprattutto nel tardo autunno.

## Storia

### Dalla preistoria all'età Romana

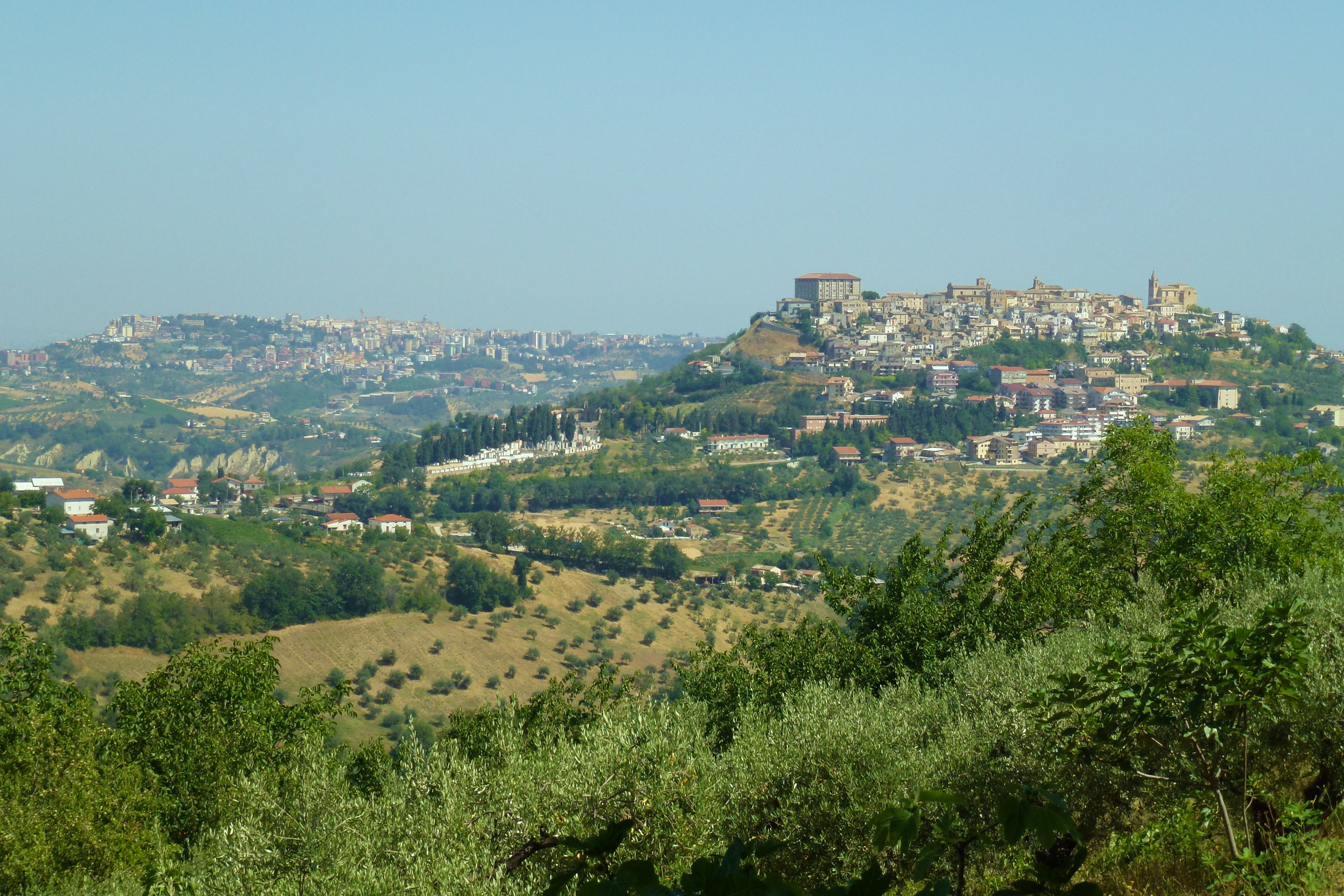
Veduta di Bucchianico, e dietro Chieti

Il territorio di Bucchianico, data la vicinanza con la pre-romana città di Teate, era già abitato con terreni in parte disboscati e utilizzati per coltivazioni, e ciò in ragione del fatto che il distretto Marrucino svolse per secoli la funzione di vastissimo e ricco agro di Teate, che divenne municipium, con propri magistrati e governo ma sotto il controllo di Roma, cui pagherà un tributo. Nelle località Santa Maria Casoria, Pubbliconi, Pian di Maro e sulla collina stessa del paese sono stati trovati degli stanziamenti rurali romani, e la collina del castello ospitava verosimilmente un santuario dedicato ad Ercole: tutto questo perché la naturale direttrice di espansione di Teate non poteva che essere l'ovest, per cui molte gentes teatine promossero attività agricole nell'agro di Bucchianico, e di alcune di esse c'è pervenuta traccia, come gli Asinii, gli Aufidii, i Nevii, i Sulpicii, i Vettii, i Lutii, i Mucii, che ebbero proprietà nell'agro a meridione di Teate e a buon diritto possono considerarsi come colonizzatrici del posto e in un certo senso progenitrici della stirpe locale (ne sarebbero una "spia" gli attuali cognomi bucchianichesi, nonché chietini, Sulpizio, Di Luzio, Di Muzio, Vezio, ecc.). In particolare sono documentati i possedimenti degli Aufidi nella zona di Casoria, i cui sepolcreti furono rinvenuti nel 1836 e una lapide funeraria venne citata dal Mommsen. Durante i secoli dell'Impero l'utilizzazione di ampia parte dell'attuale terra di Bucchianico s'estese di molto e si consolidò nel tempo, e forse la prima terra massicciamente colonizzata fu quella del versante sinistro dell'Alento, e poi Casoria, Frontino, Piana, in cui sono stati raccolti reperti databili a quell'epoca. Se però l'agro fu precocemente abitato, la collina rimase certamente vuota, perché coperta di boschi, priva d'acqua e soggetta a tutti i venti, e l'unico motivo che potesse privilegiare il suo inurbamento, cioè il bisogno di sicurezza fu, fino alla caduta dell'impero, inesistente.

### Il Medioevo

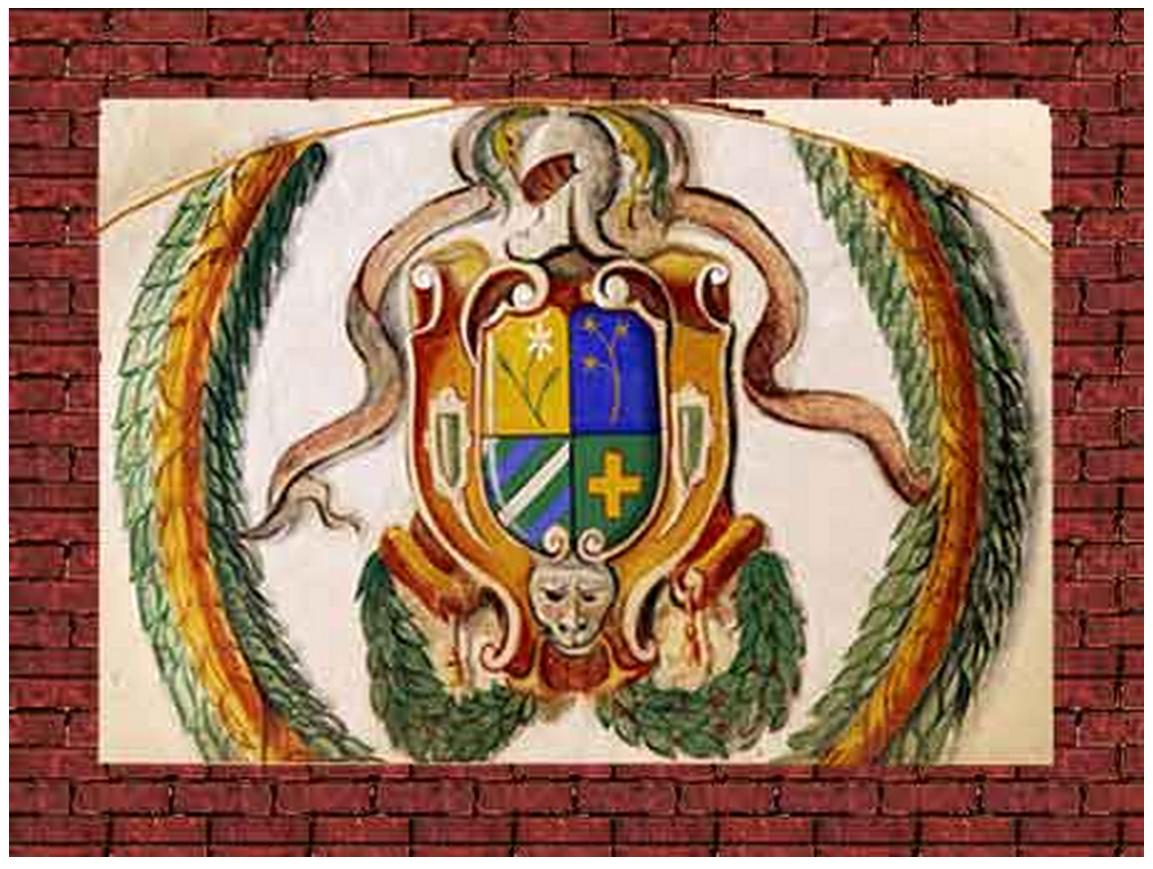
Stemma della famiglia De Lellis

La decadenza dell'impero s'avvertì in provincia in maniera molto meno marcata della Capitale, per cui a Teate e dintorni seguitò la vita di sempre, finché un tragico incidente si verificò nel 410, quando un improvviso cruento assalto dei Visigoti mise a ferro e fuoco Teate: le campagne, in cui case ville e villani erano ormai alla mercé di qualsiasi assalitore, furono abbandonate, perché i loro abitanti conversero su Teate, mentre la parte di essi che non riuscì o non volle essere ricoverata rimase dispersa sul territorio, creando progressivamente delle agglomerazioni da cui ebbero origine centri ancora esistenti, quali, nelle vicinanze, Ripa Teatina, Villamagna, Tollo, Manoppello, Scafa, ecc. Agli Ostrogoti succederanno i Goti, che nel 535 furono sconfitti dal bizantino Belisario, e il dominio Bizantino in Abruzzo durò poco, sostituito da quello Longobardo, ma lasciò tracce significative, tra tutte la "prammatica sanzione" giustinianea, che delegò molti poteri ai vescovi locali e rimase in vigore fino all'arrivo dei Normanni, nell'XI secolo. In tutti questi anni è da escludere una vera e propria colonizzazione della collina, e forse i primi “vici” sorsero nei luoghi ove nacquero le prime chiese: Santa Maria di Bassano, San Giovanni, Sant'Ilario cui si affiancheranno i relativi castelli, che continuavano a far capo all'ormai denominabile Chieti, che coi Longobardi dopo il 600, fu promossa a sede di “gastaldia”, da cui dipenderà buona parte dell'Abruzzo citeriore.

#### Prima ipotesi di origine
A questo punto potrebbe aprirsi una pagina significativa, forse basilare, per una vera e propria nascita di Bucchianico: attorno all'880 un attacco dei Saraceni fu portato addirittura su Teate, e sembra essere sicuramente dell'anno successivo quella che distrusse l'abbazia benedettina di Santo Stefano di Rivomare e la contigua città portuale di Buca, poco a nord di Vasto: di tale avvenimento ci dà notizia il "Chronicon" di Santo Stefano redatto da Rolando monaco. Di Buca, città frentana probabilmente sorta nei pressi di Punta Penna, parlarono molti scrittori d'epoca, come Plinio, Strabone e Pomponio Mela, ed è dunque probabile che, a seguito dell'attacco saraceno dell'881, fu abbandonata dai suoi abitanti, che in cerca di fortuna altrove s'indirizzarono verso zone sicure dell'interno possibilmente disabitate, per non suscitare risentimenti o astio nella popolazione residente e per mantenere una maggiore unità etnica. Tali considerazioni inducono allora a pensare che, proprio perché ancora disabitata, la collina di Bucchianico fosse colonizzata da questi profughi bucani, che probabilmente ricevettero il placet del vescovo teatino, dato che il primo insediamento sulla collina rimase sottoposto de jure alla curia vescovile di Chieti. A favore di questa tesi milita anche l'episodio del terremoto nel Molise del 1456, che distrusse completamente il paese di Ururi, assegnato 9 anni dopo dal vescovo di Larino ad un gruppo di albanesi in fuga dalla loro patria occupata dai Turchi. A favore della tesi dell'immigrazione bucana s'è espresso lo scrittore locale De Leonardis, il cui commentatore e critico Ernesto Jezzi assunse un atteggiamento possibilista: ciò senza contare, ma da sola la prova varrebbe poco, la trasformazione sequenziale Buca, Bucano, Bucclano, Bucanico, Bucchianico. Una prova indiretta, ma di peso non indifferente, che milita a favore di un'immigrazione iniziale, è che il numero degli abitanti di Bucchianico è stato sempre assai superiore del doppio o del triplo di quello dei centri vicini, v'è stata cioè censita una quantità di fuochi decisamente elevata che potrebbe trovare una plausibile giustificazione solo con apporti umani esterni.
Quando il primo nucleo s'impiantò sulla collina forse fu semplicemente chiamato "villaggio" ed espresso nella lingua ormai presente da 200 anni, il longobardo, per cui il villaggio fu detto "Fara" o "faricciola" (piccola Fara), e prova potrebbe essere che il terziere più antico di Bucchianico ha conservato il nome antico di Farciola: il nome Bucanico o Bucclano entrò nell'uso molto più tardi, al tempo dei Normanni, perché fino ad allora l'appellativo corrente fu “Fara di San Silvestro”, dal nome della chiesa principale del borgo.

#### Seconda ipotesi di origine
Nel Medioevo risulta nominato come Bullanicum o Bullanico di cui il suffisso -anicum indicava una proprietà prediale verosimilmente da Bucco, forse il nome di un patrizio romano che possedeva il territorio. Tuttavia la prima menzione è da ricercarsi nell'876 nel Memoratorium dell'abate casauriene Giovanni di Berardo quando cita le chiese di sant'Eleuterio e di san Paolo come possedimenti dell'abbazia di San Liberatore a Maiella come in pertinentia de Boclanico. Del resto dopo questa nomina nulla si sa sull'origine del nucleo abitato di Bucchianico, tuttavia tra il 979 ed il 1016 sul versante sud-orientale del crinale del colle dell'abitato l'iniziale aggregato rurale venne trasformato in oppidum trasformandosi in un aggregato urbano provvisto di mura.

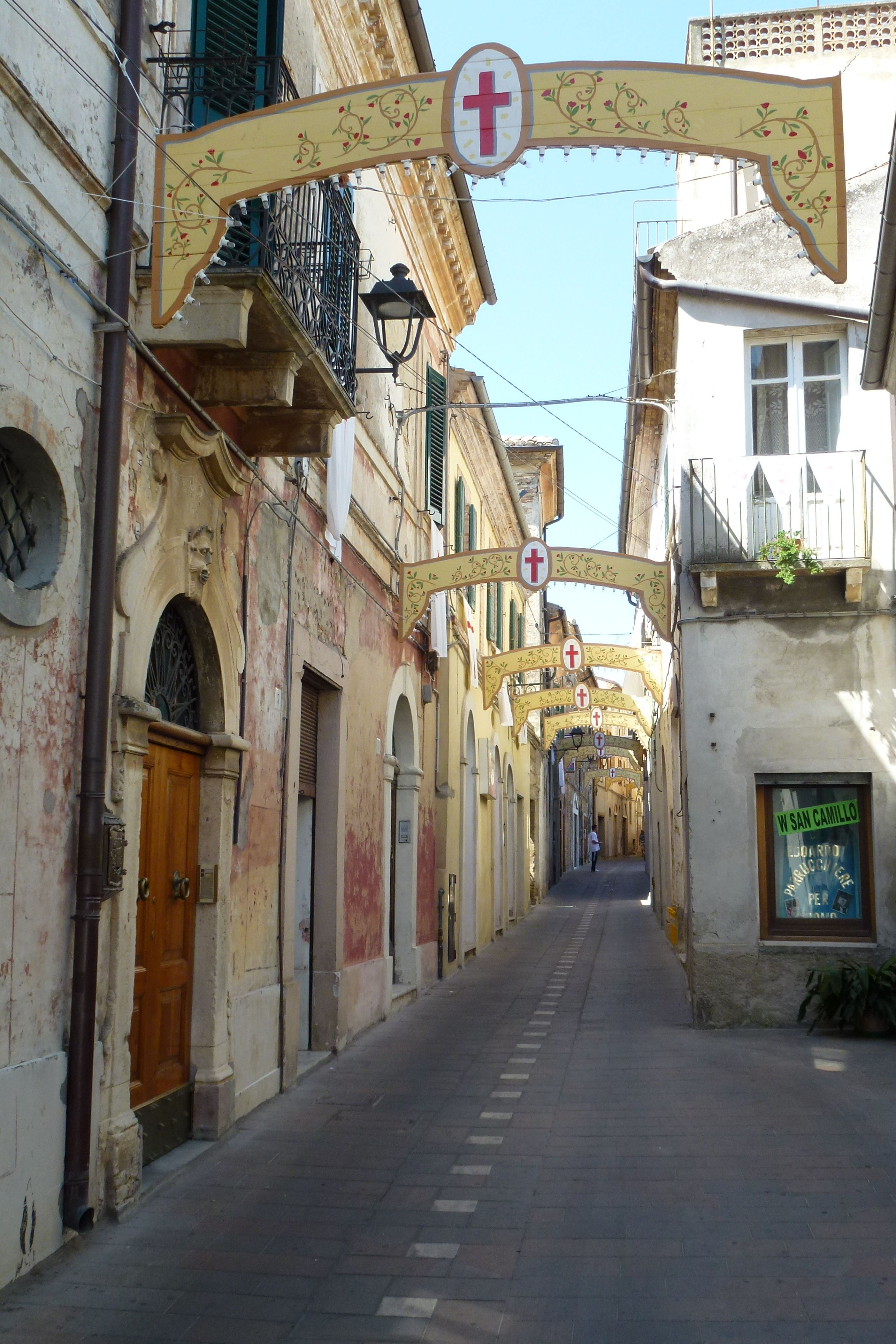
Vicolo del centro storico

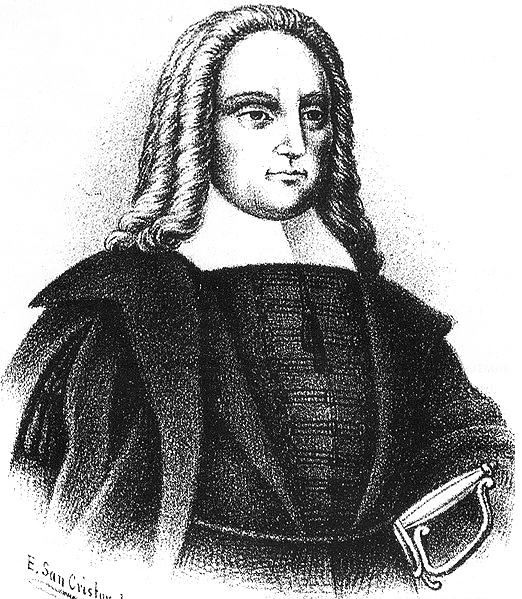
Ritratto di Carmine Nicola Caracciolo

Alla fine dell'anno 1000 esisteva sul crinale della collina una traccia viaria che conduceva al versante nord-orientale della collina, e su essa sorgerà il corso principale, e al colomo, detto "pizculum" o "pizzo", s'andava formando una via che ancora oggi prende il nome di Pizzoli.
Nel 1034 sant'Aldemaro di Capua fondò il monastero di Santa Maria Maggiore e Sant'Urbano, monastero posto sotto il feudo del monastero di San Liberatore a Maiella (monastero anch'esso fondato dallo stesso santo), tuttavia, già nel 1033 esisteva nel centro abitato una confraternita di San Giacomo della chiesa dei Santi Angelo e Salvatore sita sul luogo dell'attuale caserma dei carabinieri.
Pochi anni dopo il diploma di papa Niccolò, del 1059, le terre del comitato teatino furono conquistate dai Normanni, che, oltre a restituire o ristabilire i beni ecclesiastici, modificarono radicalmente l'amministrazione, che da troppo tempo era adagiata su antiche consuetudini: con i Normanni Teate diverrà importante e con essa Bucchianico, che rimase legata alla prima ma divenne autonoma, complementare e con pari dignità, e infatti entrambe divennero di pubblico demanio, come pure insieme ad esse molte città di cui i Normanni s'impadroniranno procedendo verso il Tronto: Vasto, Atessa, Lanciano, Guardiagrele, Ortona, Villamagna, Francavilla al Mare, Pescara, Città Sant'Angelo, Penne, Teramo: alla fine del XII secolo Chieti toccherà i 10 000 abitanti, come pure Lanciano e Ortona, Bucchianico ne farà circa 4000, divenendo la quarta città dell'Abruzzo Citeriore, e a seguire vi furono Pescara con 3500, Guardiagrele con 3000, Francavilla con 2000, Villamagna con 1000, Ripa Teatina con 500, mentre altri centri vicini (Casalincontrada, Roccamontepiano, Serramonacesca e Vacri) erano appena in via di evoluzione da villaggio a paese.
Bucchianico in quel periodo contò circa 15 chiese nel centro e altrettante nell'agro, nonché vari castelli, come quelli di Bassano, Mirabello, Sant'Ilario e San Giovanni.
Nel 1076, dopo l'invasione normanna, il paese fu feudo di Roberto di Loritello, che nel 1095 dette il castello in giurisdizione al vescovo teatino Rainolfo. In questo periodo si vennero a creare due nuclei: il 1º corrispondente alla zona del Monastero di Santa Maria Maggiore e Sant'Urbano detta "Castellare" ed il 2º corrispondente al Castello e alla zona detta Farciola. La chiesa di San Michele Arcangelo venne costruita nel 1087. Tra la fine del XII secolo e l'inizio del XIII secolo fu scelto di erigere un nuovo palazzo per l'università, come luogo fu scelto la piazza principale detta la "Platea Magna". la realizzazione del "Ridotto", la sala per le riunioni col popolo, completò la polifunzionalità dell'edificio: botteghe (piano terra e portico), religiosa (chiesa di san Michele al 1º piano) e politica (aula al 1º piano accanto alla chiesa). Nel XIII secolo gli ordini dei frati e monache mendicanti fondarono i conventi di Santa Maria delle Clarisse, Santissima Trinità dei Minori Conventuali, Di Santo Spirito dei Celestini e di Santa Maria Casoria dei Carmelitani. La fondazione di questi conventi portò ricchezza al paese fino a tutto il secolo successivo. Nello stesso secolo la politica contro il feudalesimo di Federico II di Svevia e Carlo I d'Angiò promulgò l'ampliamento dei centri urbani a discapito dei centri rurali, facendo così in modo che i due nuclei di Bucchianico vennero fusi in uno che si tese a svilupparsi lungo la strada che costeggiava il crinale raggiungendo man mano l'attuale conformazione urbana. Tra il XIII ed il XIV secolo, per volontà degli Svevi ed Angioini si venne ad instaurare una organizzazione politico-istituzionale di stampo comunale. Si venne ad erigere così la cinta muraria a difesa della città. In questo periodo, il paese era diviso nei Terzieri di Pizzoli, di Mezzo e di Castellara. Il paese era retto da un Giudice regio che veniva eletto, insieme al consiglio dell'Universitatis il 25 agosto. Gli abitanti di Bucchianico si riunivano nel consiglio comunale nella loggia comunale detta Pubblico Ridotto. Altri membri del comune erano il Mastrogiurato addetto all'ordine pubblico ed i Gracieri controllori dei prezzi sul mercato.

### Dal XIV secolo ad oggi

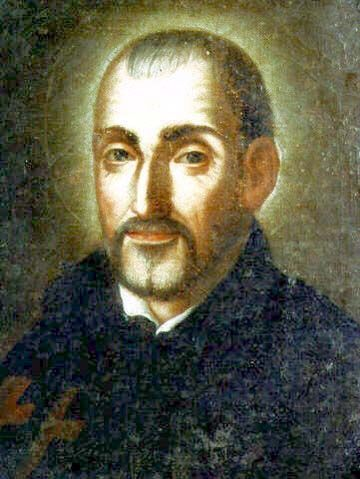
San Camillo de Lellis

Nel 1423 Braccio da Montone è a Bucchianico per frenare l'avanzata di Muzio Attendolo Sforza, quest'ultimo al servizio degli Angioini. Bucchianico, essendo rimasta fedele alla regina Giovanna II nella guerra tra Angioini e Durazzeschi (nel 1438 nei pressi vi fu un assedio da Alfonso d'Aragona), ebbe come premio la "demanialità perpetua" come attesta un diploma del re Renato d'Angiò del 14 ottobre 1438 (avvenimento ricordato da una targa del 1938 nel chiostro comunale). Bucchianico con la sua resistenza avrà salvato Chieti e si guadagnerà la fama di "città forte e fedele". L'ascesa degli Aragonesi al trono fece decadere il privilegio della demanialità, difatti gli spagnoli, nel 1456, concedettero il paese a Mariano d'Alagno/a, come Marchesato di Buccanica, fratello di Ugo Gran Cancelliere del regno, successivamente il paese fu donato a Francesco De Riccardis e, in seguito, fu di Chieti. Nel 1463 fu del condottiero Jacopo Piccinino. Nel 1473 fu della regina Giovanna che tenne il paese fino al 1504. Nel 1507 re Ferdinando il Cattolico donò il paese a Bartolomeo d'Alviano. Nel 1518 il paese fu acquistato da Marino Caracciolo di Santobuono per 8000 ducati che la tennero a titolo di marchesato fino agli inizi del XIX secolo. Il palazzo marchesale risale con ogni probabilità all'epoca di Giovanni Antonio II, tra il 1543 ed il 1584. Alla fine del XVI secolo si sviluppò il commercio dei panni di lino e di seta e nella piazza vi erano almeno tre aromaterie (sorta di farmacie-spezierie). Nel XVIII secolo molti borghesi, acquisendo titoli nobiliari, cominciarono a costruire i loro palazzi con relativi frantoi e magazzini, per immagazzinare i prodotti che, dai porti di Francavilla al Mare ed Ortona, sarebbero giunti fino a Venezia e alla costa dalmata gestione degli affari economici del paese prima affidata solamente alla Curia Marchinale.
Nel 1550 vi fu la nascita di Camillo de Lellis, che dopo una gioventù dissipata come soldato di ventura, ebbe una profonda conversione, iniziando una vita caritatevole in varie località d'Italia e d'Europa, fondando a Roma nel 1582 l'Ordine dei Ministri degli Infermi: il marchese Caracciolo gli cedette poi, di fronte al convento francescano, un suo terreno ove insistevano alcuni antichi fabbricati e le due chiese di Santa Croce e San Cristoforo, di cui quest'ultima fu demolita dallo stesso Camillo per poter realizzare il convento, mentre l'altra fu solo restaurata, divenendo la chiesa dei Crociferi col titolo di san Carlo Borromeo: essa e il convento però non saranno ultimati quando il 14 luglio del 1614, Camillo morì a Roma, e solo nel 1764, dopo vent'anni dalla santificazione, tale chiesa cambiò il titolo in quello di San Camillo. La sua facciata è dei primi del Novecento, e la cripta dell'immediato dopoguerra, mentre il convento, attaccato al lato sinistro, è un felice esempio di architettura religiosa del Seicento: come gli altri anche questo convento non scamperà alla chiusura di Napoleone nel 1809, durata dieci anni, ma già nel 1866 con le leggi dell'esproprio, esso e la chiesa passarono al comune, e solo più tardi, con una particolare disposizione di legge, l'Ordine tornerà padrone di tutto il complesso, ora costituente il Santuario del fondatore dei Ministri degli infermi.
Nel corso di questi secoli Bucchianico perse l'importanza e il fasto dei tempi passati, non farà più storia, la subirà, ma non allentò i legami con Chieti, con la quale, malgrado beghe territoriali, riuscirà a spartirsi i confini, e manterrà una considerazione e un affetto reciproci, al punto che le due città continueranno ad avere in comune usi, costumi e persino santi protettori.
Nel XIX secolo Bucchianico era capoluogo del circondario, di cui i comuni assoggettati erano Casalincontrada, Fara Filiorum Petri, Casacanditella, Semivicoli, Vacri, Turrimarchi ed Ari. Fu sede di una pretura, soppressa nel 1891. Dopo l'Unità d'Italia il paese si spopolò per via dell'emigrazione, specialmente verso le Americhe.
Nei primi anni della seconda guerra mondiale, tra il 1940 e 1943, Bucchianico fu uno dei comuni dell'Abruzzo ad essere designato dalle autorità fasciste come luogo di internamento civile per profughi ebrei stranieri presenti in Italia. Dopo l'8 settembre 1943, nonostante la presenza di truppe tedesche nella zona, solo uno degli 8 ex-internati fu arrestato e condotto alla morte a Auschwitz. Gli altri riuscirono a sfuggire alla cattura, fino a raggiungere le località già liberate dell'Italia meridionale.
Nel dopoguerra continuò il fenomeno dell'emigrazione fino agli anni settanta, dopodiché c'è stata un'inversione di tendenza che ha parzialmente limitato il calo della popolazione.

### Simboli
Lo stemma del comune di Bucchianico è stato riconosciuto con decreto del Capo del governo del 26 dicembre 1932 (Bollettino della Consulta Araldica n° 43, p. 73).
(D.C.G. 26.12.1932)
Il gonfalone comunale è stato concesso con decreto del presidente della Repubblica del 24 maggio 2005.
(D.P.R. 24.05.2005)

## Monumenti e luoghi d'interesse

### Chiese e conventi

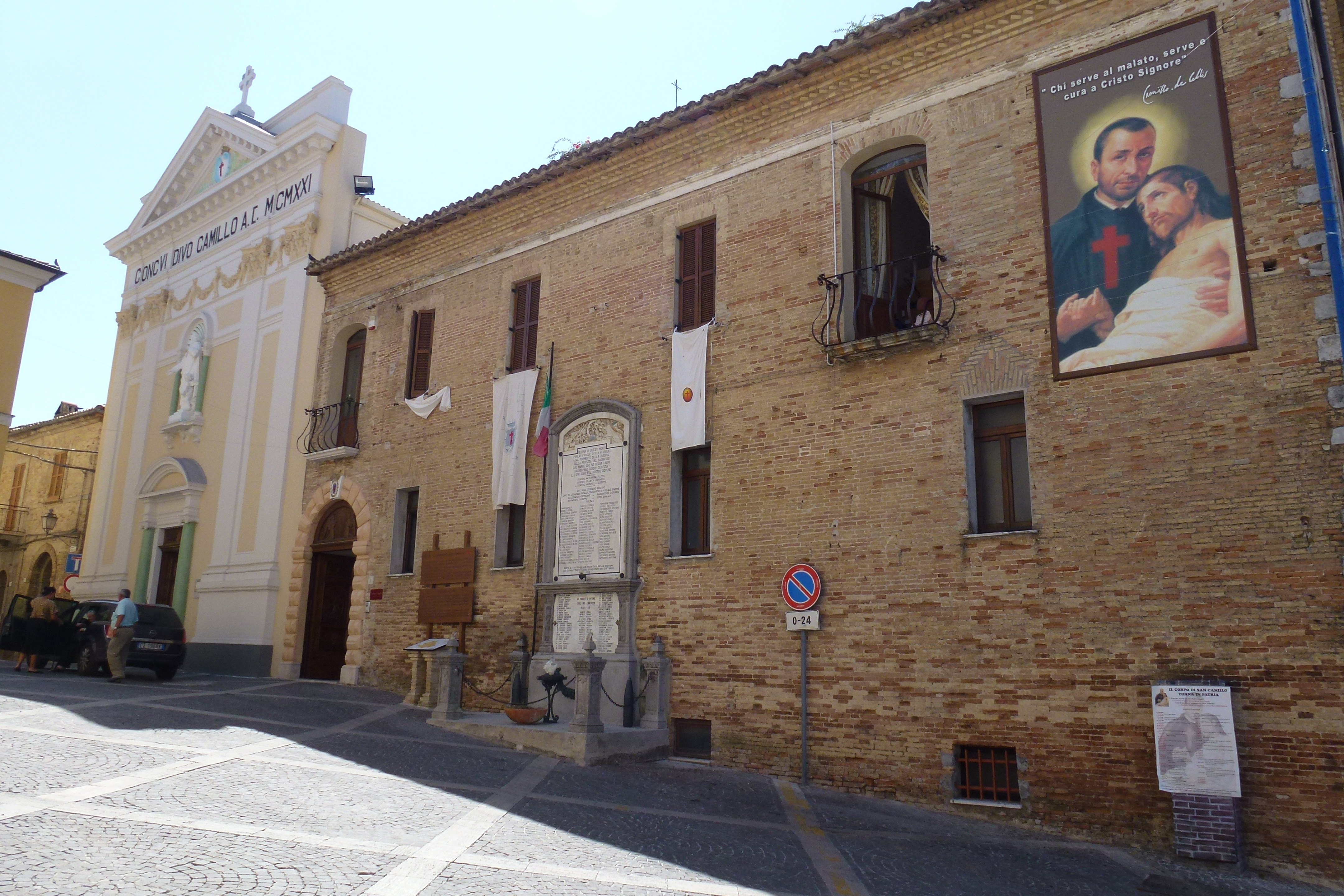
Santuario di San Camillo e casa natale

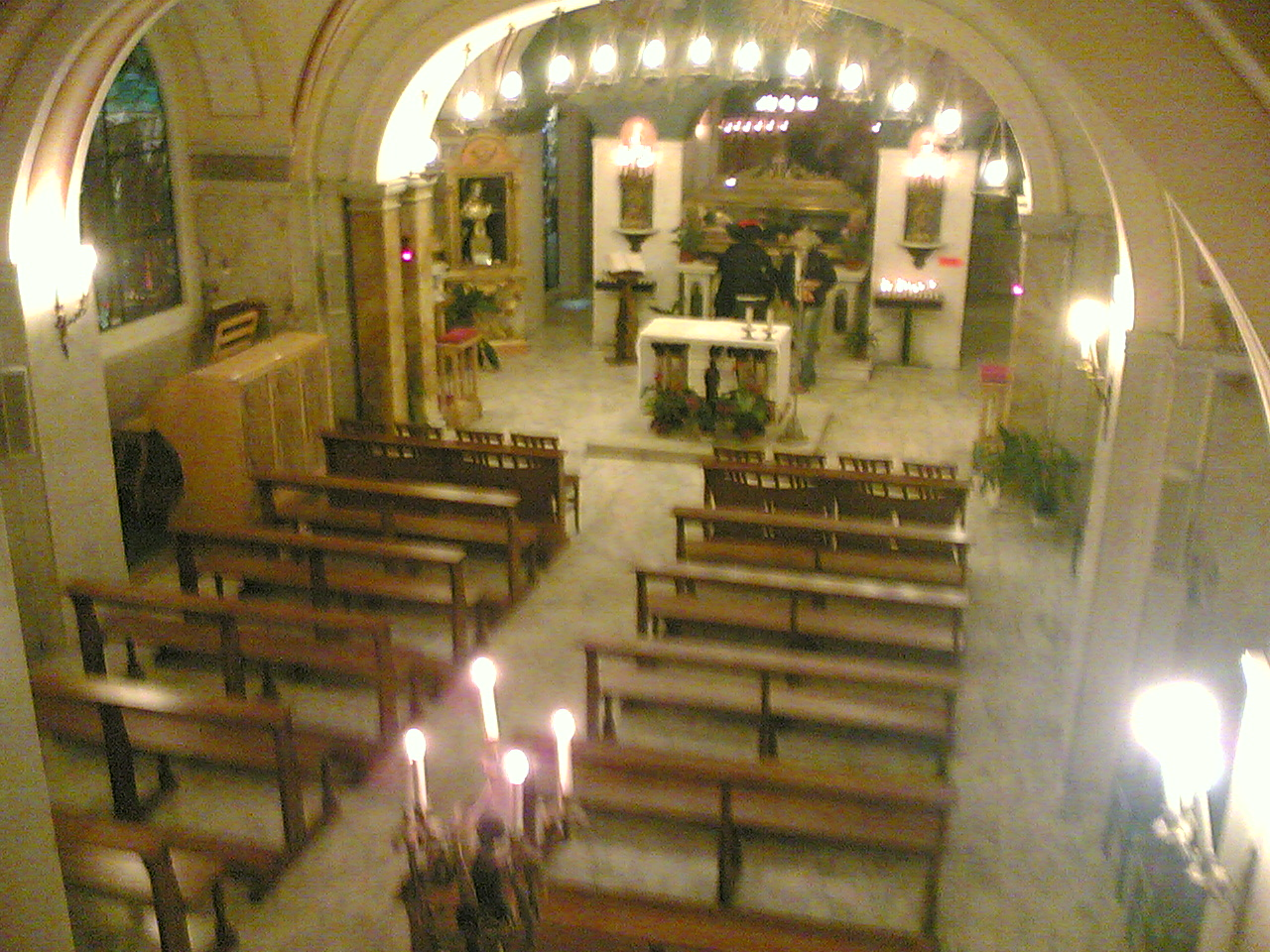
Cripta del Santuario di San Camillo de Lellis

- Chiesa e convento di San Francesco, parte dell'edificio del municipio. Fu costruita nel 1291. Di questo periodo sono la sagrestia con volte a crociera e parte del chiostro, mentre il campanile con bifore è del 1350. Fu ricostruito nel 1770-1773, verosimilmente da capimastri lombardi. La facciata è a timpano.[16] Il portale porta lo stemma dei frati minori conventuali, di interesse sono la minuta lavorazione del mattone cotto degli esterni e le paraste di facciata, realizzando una costruzione tardo barocca concava, le cornici e il timpano ricurvo. Di simile raffinatezza è la facciata dell'ex convento costituita da un alto basamento e da un doppio ordine di finestre con il timpano triangolare e cimase curvilinee. Il campanile è l'elemento antico più pregevole, rimasto intatto nella costruzione trecentesca, e della zona teatina è una delle torri campanarie meglio conservate. Il campanile a pianta quadrata si innalza su tre livelli, ognuno dei quali ha la facciata decorata da doppia bifora ad archetto a sesto acuto, collegata da una cornice a tutto sesto a muro; l'interno della torre conserva antiche campane quattrocentesche della Fonderia Marinelli di Agnone. L'interno a navata unica è accessibile dal portale maggiore e da un portale sul fianco della chiesa, è completamente barocco, riccamente stuccato da maestranze teatine, si ipotizza il Clerici; gli altari laterali presentano gli stucchi più elaborati, la controfacciata ha la cantoria con l'organo a canne, dentro le nicchie sono riposte delle tele, mentre i confessionali sono dell'ebanista orsognese Modesto Salvini (XVIII sec), in legno di noce. All'altezza del presbiterio la chiesa ha una falsa cupola a calotta, con un affresco ottocentesco rappresentante la Gloria di San Francesco in Paradiso; l'altare vero e proprio è decorato da un semplice tabernacolo in legno dorato con un monumentale Crocifisso.
Collegato alla chiesa era l'ex convento, oggi Palazzo municipale, che si affaccia su piazza San Camillo de Lellis. Interessante ricordare la storia di questo slargo: era precedentemente chiamato "Piazza Sant'Angelo / Piazza Roma" durante il fascismo; lo spazio attuale fu ridisegnato nel XVI secolo dai Caracciolo, che divennero feudatari di Bucchianico e costruirono il palazzo marchesale. Il toponimo piazza Roma fu dato nel 1931, prima era detta "di Sant'Angelo" per la presenza nel XIII secolo di un'antica cappella, poi inglobata nel palazzo Caracciolo. Nel 1974 fu sciaguratamente abbattuto il palazzo Caracciolo per costruirci il cosiddetto "palazzaccio", una struttura moderna mastodontica, in totale disaccordo con l'armonia settecentesca del centro storico, dapprima sede dei grandi magazzini, e poi di una seconda sede dell'Ordine dei Camilliani. Sono state avanzate varie proposte dagli enti culturali abruzzesi per demolire la struttura.
Sulla piazza San Camillo prospettano la casa natale e il santuario di San Camillo, la chiesa di San Francesco, il Palazzo Ridotto, ossia il Municipio, il palazzo Maij-Scoppetta, e tracce murarie della chiesa di San Silvestro, infine il palazzo Onofrio De Lellis. Il "Ridotto" fu edificato presso la chiesa di Sant'Angelo e San Salvatore del XIII-XIV secolo, fu il simbolo dell'Universitas bucchianichese durante il periodo di eversione dal feudalesimo, prima del XVI secolo. Del palazzo quattrocentesco si conserva solo la parte di base, al piano terra del lato verso la piazza si trova il portico detto "Coperto", che anticamente ospitava le botteghe e le drogherie; nella parte retrostante vi erano le prigioni e il pubblico macello; al piano superiore vi era il loggiato, accanto alla chiesa di San Michele, con le prigioni per le donne, trasformate in botteghe nel 1809-1813. Il portico fu consolidato nel 1812 da Ambrogio Mammarella, conservando le belle volte a crociera del XIV secolo, ma venne aggiunta una nuova facciata neoclassica.

- Santuario e convento di San Camillo de Lellis. Fu fatto costruire per volontà del santo negli anni 1604-1605 da maestri lombardi provenienti da Roma. La chiesa fu iniziata nel 1617 e terminata nella metà del Seicento. La chiesa è di impianto gesuitico, pare conservare gli elementi originari fatti costruire dal santo. All'interno vi è un altare in legno intarsiato e dorato con colonne tortili del XVII secolo. Il chiostro è in mattonatura priva di stuccature. Nella sagrestia vi sono gli affreschi raffiguranti la Madonna della Salute e San Filippo Neri, nonché la vita di San Camillo de Lellis. La cripta è degli anni cinquanta contenente il simulacro del santo ed un museo che ospita le reliquie del santo e vari oggetti appartenuti all'ordine di San Camillo.[16]
- Chiesa e convento di Santa Chiara. Sita appena fuori dal paese. Fu fondato nel 1252 ed abbandonato dalle clarisse nel 1563 mentre nel 1587 fu nuovamente occupato dai Minori osservanti. Attualmente è sede delle suore Figlie di San Camillo. La chiesa come si presenta oggi, è di ispirazione gesuitica, è ricavata nell'aula dalla precedente medievale, la facciata è in laterizio, a terminazione orizzontale, con il piccolo campanile a vela sulla destra; nell'altare maggiore si trovano delle tele del lancianese Federico Spoltore, mentre gli altari laterali sono decorati da pregevoli stucchi di tradizione lombarda. Nel chiostro vi sono gli affreschi raffiguranti la vita di Santa Chiara e dipinti da Tommaso Cascella[16]: al centro del chiostro c'è la vera di pozzo realizzata dallo scultore Felice Giuliante[17]. Di interesse anche il pozzo, opera pseudoromanica di Felicetto Giuliante.
- Chiesa del Purgatorio. Fu edificata nel 1735 sui resti della chiesa di Santa Maria del Suffragio da Borgonsoli e Cometti, mentre la stuccatura interna, degli anni 1780-1781 sono di Rossi, Carpighi e Ghigi. La facciata, in stile barocco abruzzese, è incompleta e non ha elementi di rilievo. L'interno è a navata unica con una cappella laterale. Nel piano sottostante si trova ua chiesa destinato come cimitero della Confraternita del Sacro Monte dei Morti, proprietaria dell'intero stabile.[18]
- Chiesa di Sant'Urbano. È stata costruita sul luogo ove sorgeva il monastero di Santa Maria Maggiore e Sant'Urbano. Dell'edificio primitivo si conservano gli archetti del presbiterio. Fu costruita tra il 1759 ed il 1783 dall'architetto Giuseppe Boltrini. All'interno sono conservate le reliquie di sant'Urbano e di Sant'Aldemario.[18] Interessante notare che la chiesa sia priva di facciata, il posto della facciata sul piazzale è interamente occupata dalla torre campanaria, rifatta nei primi del Novecento, seguendo però il progetto dell'antica torre, realizzata alla maniera abruzzese in posizione centrale, le cui coeve realizzazioni del duomo di Guardiagrele, della chiesa di San Pietro ad Alba Fucens, fanno pensare che esistesse una convenzione comune di realizzare le grandi collegiate del XII-XIII secolo in questo stile. La torre ha il primo livello fasciato in finti blocchi di pietra, il resto è rivestito in laterizio, a pianta quadrata, con una cuspide conica su tamburo ottagonale. La parte in via Sant'Urbano della chiesa è quella più antica, con un arco a tutto sesto di ingresso che si fondeva con le mura.
- Chiesa di Sant'Antonio abate. Fu costruita nell'XI secolo poco più giù della chiesa di Sant'Urbano e, verosimilmente, annessa al monastero benedettino, prima della modifica nel XVIII-XIX secolo. Conserva i caratteri medievali originari. L'interno è ad aula rettangolare presenta un prostilo con una colonna di mattoni scolpiti.[18]
- Chiesa dell'Assunta. Sorge nel cimitero comunale, sui ruderi del preesistente convento di Santo Spirito dei monaci Celestini del XIV secolo. La chiesa dell'Assunta fu costruita tra il 1876 ed il 1879 dall'architetto Santuccione. La facciata è neoclassica. Attualmente è abbandonata e chiusa perché pericolante.[18], necessiterebbe di urgenti restauri per il rischio di crollo totale.
- La Calcara di San Camillo: è una piccola cappella posta appena fuori Bucchianico, dirigendosi nella Fondovalle Foro, per Fara Filiorum Petri (CH). Si tratta di un'edicoletta con facciata in mattoni, il portale di gusto classico, il tetto a doppia falda con un campanile a vela, sulla sinistra tra il muro e la quercia secolare si staglia una scalinata in mattoni, che collega la radura erbosa con la strada. La cappella fu realizzata cella benedettina, presso il fosso Santa Maria Maggiore, è di grande importanza per la storia della vita di San Camillo de Lellis, perché lui la scelse come fornace di mattoni per il cantiere edilizio del santuario di Bucchianico dell'ordine Camilliano. Nel 1600 Camillo si stava recando a Bucchianico per portare in porto i lavori di costruzione del santuario, sbagliando strada per il paese. La fornace è detta "calcara" perché cuore i mattoni di calcare, che San Camillo condusse ogni volta sin sopra il paese sulla collina, durante l'edificazione del santuario con il convento dell'ordine. Dopo la morte di San Camillo, la fornace fu presa i consegna dai Camilliani di Bucchianico, e trasformata in un piccolo sacello religioso, dedicato a Santa Maria Maggiore.

### I palazzi
- Palazzo Onofrio De Lellis. Consta di un portale semplice Sull'androne è visibile un ritratto ad affresco di San Camillo e dello stemma della sua famiglia. Nel cortile vi è una cisterna. Sopra vi è un loggiato.[18]
- Palazzo Monaco La Valletta. Fu costruito durante la seconda metà del XVII secolo. Il portale è scolpito con motivi geometrico-floreali. Il cortile è pavimentato con sassi di fiume con motivo a "rizzada". Anticamente all'interno del palazzo era scolpito il motto "Mi piego ma non mi spezzo".[18]
- Palazzo Pietrantonj. È posta presso la chiesa del Purgatorio. Risale alla fine del XVIII secolo. La facciata è in mattoni. A livello cantina vi è un frantoio, visitabile, con le macine, la pressa e le vasche da decantazione.[18]
- Palazzo Corsi. Edificato nei secoli XVII-XVIII. Con facciata sobria e progettata a prevenzione dei terremoti.[18]
- Palazzo Maj-Scopetta. Della stessa epoca del precedente. La facciata è in mattoni bicolori. È stato costruito sui ruderi della precedente chiesa di San Silvestro.[18]

Ex palazzo Caraccioloera in piazza San Camillo, ricavato nel XVII secolo dall'antico castello, cui era unito il monastero di Sant'Angelo, di cui restano le logge sulla piazza, presso il palazzo comunale. Il palazzo baronale era di semplice fattura, imponente, con portale a tutto sesto, a cornice architravata, con agli angoli delle piccole torrette cilindriche. Negli anni '60 fi abbattuto per realizzare un ambizioso progetto, un ospedale gestito dai Camilliani di Roma, ma il progetto sfumò, e oggi il palazzo è in abbandono. Contrastando in maniera molto negativa e impattante col centro storico di Bucchianico, sono stati mostrati diversi progetti di demolizione.

### Monumenti
- Cippo in memoria di Francesco Sciucchi e Antonio Aceto. È posto al Km 150 della SS 81 (nei pressi del vecchio bivio per Bucchianico) in ricordo del martirio dei due partigiani avvenuto l'8 novembre 1943 per mano dei nazi-fascisti.

Monumento a San Camillo de Lellisè posto in via Canale, all'ingresso del paese, venendo da Chieti. Di moderna fattura, è un quadro a tessere piastrellare in maiolica di Rapino, che mostra il santo patrono di Bucchianico mentre assiste gli infermi.

## Società

### Evoluzione demografica
Abitanti censiti

## Cultura

### Musei

#### Museo dell'Olio - CantinArte
Si trova in un locale storico su via San Camillo de Lellis, ossia presso un frantoio conservatosi nell'aspetto originale. Il museo nacque con il desiderio di aprire le porte ai visitatori interessati alla realizzazione dell'olio d'oliva, con una documentazione storica riguardo alle vicende del frantoio bucchianichese, sulla famiglia che lo ebbe in proprietà, sull'analisi dei manufatti antichi del frantoio stesso, e sulle tecniche antiche della realizzazione dell'olio, nel panorama generale italiano.

### Eventi
- IV Centenario della morte di San Camillo de Lellis. Il 14 luglio 2013, a Bucchianico, si è aperto l'anno giubilare per il IV Centenario della morte di san Camillo de Lellis. In occasione di questo importante evento molte saranno le manifestazioni volte a celebrare il santo fondatore dell'Ordine dei Ministri degli Infermi.
- Festa dei Banderesi (in dialetto "de li bannaraisë"). Festa che ripercorre un evento avvenuto nel XIV secolo quando Bucchianico fu minacciata dalla vicina Teate, o secondo altre fonti, da truppe mercenarie, che dopo aver conquistato Chieti, volevano impadronirsi di Bucchianico. I cittadini delle vicine campagne si videro costretti a rinchiudersi entro le mura della città, protette dal Sergentiere (il capitano della truppa comunale). Gli uomini si cinsero di bande rosse ed azzurre (i colori dello stemma comunale, da lì il nome della festa) e trasportarono le loro provviste su carri trainati da buoi, mentre le donne portavano sul capo delle ceste colme d'altra roba. Strategicamente Bucchianico era più debole di Teate e sarebbe di certo sconfitta ma la leggenda vuole che Sant'Urbano, apparso in sogno al Sergentiere, abbia consigliato la strategia militare vincente: far vestire molti uomini con corazze e munirli di armi e farli correre qua e là sui camminamenti di ronda delle mura facendo credere agli avversari di essere in minoranza e riuscendo, così, a farli desistere dall'attacco.[20]

## Economia

### Artigianato
Tra le attività economiche più tradizionali, diffuse e rinomate vi sono quelle artigianali, come la tessitura finalizzata alla realizzazione di prodotti tradizionali di lino e di cotone.

## Amministrazione
| Periodo        | Periodo        | Primo cittadino        | Partito                                                   | Carica  | Note          |
| -------------- | -------------- | ---------------------- | --------------------------------------------------------- | ------- | ------------- |
| 23 aprile 1995 | 12 giugno 2004 | Carlo Luciano Tracanna | Partito Popolare Italiano poi Cristiani Democratici Uniti | Sindaco | [ 22 ] [ 23 ] |
| 13 giugno 2004 | 25 maggio 2014 | Mario Antonio Di Paolo | Lista Civica Il colle                                     | Sindaco | [ 24 ] [ 25 ] |
| 26 maggio 2014 | 25 maggio 2019 | Gianluca De Leonardis  | Lista Civica SiAmo Bucchianico                            | Sindaco | [ 26 ]        |
| 26 maggio 2019 | 9 giugno 2024  | Carlo Luciano Tracanna | Lista Civica Uniti per crescere                           | Sindaco | [ 27 ]        |
| 9 giugno 2024  | in carica      | Renzo Di Lizio         | Lista Civica Gruppo civico Bucchianico avanti             | Sindaco | [ 28 ]        |

## Sport

### Calcio
La principale squadra di calcio della città è l'A.S.D. Bucchianico Calcio che milita nel girone B abruzzese di Promozione. I colori sociali sono: il rosso e l'azzurro.